# Константин Димитров
Константин Стефанов Димитров е български политик, заместник-министър на външните работи.
Завършва английска филология (с втора специалност немски език) във Факултета по класически и нови филологии на Софийския университет през 1984 г. Работи като преводач, редактор и преподавател по английски език до 1992 г., когато постъпва на работа в Министерството на външните работи.
От 1998 г. е заместник-министър, член на Съвета за сигурност при министър-председателя и член на Комисията по търговия с оръжие и стоки и технологии с двойно предназначение. От 2000 до 2002 г. е ръководител на мисията на България в НАТО и ЗЕС и посланик в Белгия и Люксембург. От 2002 до 2006 г. е изпълнителен директор на Института за евроатлантическа сигурност.
През 2004 г., след оттеглянето на група депутати начело с Иван Костов от Съюза на демократичните сили, е сред основателите на политическа партия Демократи за силна България (ДСБ) и е избран за член на Националното ръководство на партията.
От 2005 г. е депутат в XL народно събрание и заместник-председател на Комисията по външна политика. От 2006 г. е наблюдател в Европейския парламент, като след присъединяването на България към ЕС на 1 януари 2007 придобива статут на евродепутат до май същата година. Избран е за член на Комисията по граждански свободи, правосъдие и вътрешни работи и за заместник-член на Комисията по външни работи.
През 2007 г. е водач на листата на ДСБ за изборите за евродепутати, след като на проведените през март 6 регионални събрания за подреждане на кандидатите на партията е класиран на първо място. ДСБ получава 4,35% от гласовете и остава без представители в Европарламента.
В периода 7 декември 2009 – 21 февруари 2012 г. е заместник-министър на външните работи.
От 21 февруари 2012 г. е назначен за извънреден и пълномощен посланик на Република България в Обединеното кралство Великобритания и Северна Ирландия.
Владее английски, немски, френски и руски език. Женен, с 1 дъщеря.